# Nagy-Záb menti csata
A Nagy-Záb menti csata 750. január 25-én zajlott a Nagy-Záb folyó mellett (ma Irak területén található). A csatában az Omajjádok és az Abbászidák csaptak össze. Az ütközet Abbászida győzelemmel végződött, az Omajjádok serege szétesett, ezzel az omajjádok uralma megszűnt és Abbászidák kerültek hatalomra.

## Előzmények
Az Omajjád kalifák ellen 747-ben felkelés tört ki, Abú l-Abbász Abdalláh asz-Szaffáh vezetésével. A felkelés sikeres volt, II. Marván kalifa országának nagy részét elvesztette a felkelőkkel szemben. A döntő ütközetre Al Abbász-al a Nagy-Záb folyó mellett került sor. A felkelők seregében nagy számban voltak síita arabok és perzsák is.
Marván serege ezzel szemben sokkal nagyobb és jobban felszerelt volt, viszont a kalifa katonái nem lelkesedtek túlzottan a kalifáért és demoralizáltak voltak a három éve tartó harcok miatt.

## A csata
A csata elején az Abbászida sereg lándzsafalat hozott létre az ellenséggel szemben. Az omajjád lovasság rohamot intézett a lándzsások ellen, abban a reményben, hogy át tudják törni a lándzsafalat. Ez azonban hibának bizonyult és a lándzsások a lovasságot lemészárolták. Az Omajjád sereg a kudarcot követően visszavonulásba kezdett, az abbászidák azonban üldözőbe vették őket és sok katonát levágtak, sokan pedig a Zab-folyóban lelték halálukat.

## Következmények
Marván megmenekült a csatából és előbb Szíriába ment, majd innen Egyiptomba, a Nílus-deltába menekült, ahol hamarosan egy kisebb csetepatéban életét vesztette. Halála után Al-Abbász lett a kalifa, akinek első dolga volt az omajjádok életben maradt tagjainak kiirtása (ezért kapta az Asz-Szaffáh, azaz véreskezű melléknevet). Csak egyetlen Omajjád maradt életben, Abdurrahman, aki létrehozta a Córdobai Kalifátust. A Közel-Keleten és Észak-Afrikában azonban egy új dinasztia került hatalomra, az Abbászida, amely a 13. századig létezett.

## Fordítás
- Ez a szócikk részben vagy egészben  a   Battle_of_the_Zab című angol Wikipédia-szócikk fordításán alapul.  Az eredeti cikk szerkesztőit annak laptörténete sorolja fel. Ez a jelzés csupán a megfogalmazás eredetét és a szerzői jogokat jelzi, nem szolgál a cikkben szereplő információk forrásmegjelöléseként.